# Siete pronti?
Siete pronti? (Ready or Not) è una serie televisiva canadese di genere teen drama, andata in onda dal 1993 al 1997, composta da 5 stagioni per un totale di 65 episodi. 
Inizialmente lo show era stato concepito come un cortometraggio intitolato Thirty-Two Double, ma i produttori, dopo aver avvertito il potenziale per un programma di successo, lo hanno trasformato in una serie televisiva.

## Trama
La serie segue le vicende delle migliori amiche Amanda Zimm e Elizabeth "Busy" Ramone, alle prese con le gioie e i problemi quotidiani tipici della fase pre-adolescenziale.

## Episodi
| Stagione         | Episodi | Prima TV originale | Prima TV Italia |
| ---------------- | ------- | ------------------ | --------------- |
| Prima stagione   | 13      | 1993               |                 |
| Seconda stagione | 13      | 1994               |                 |
| Terza stagione   | 13      | 1995               |                 |
| Quarta stagione  | 13      | 1996               |                 |
| Quinta stagione  | 13      | 1997               |                 |